# M31 (Schiff)
HMS M31 war ein Monitor der M29-Klasse der britischen Royal Navy im Ersten Weltkrieg.
Die Verfügbarkeit von zehn 15,2-cm-Mk-XII-Geschützen, die für die Schlachtschiffe der Queen-Elizabeth-Klasse vorgesehen waren, veranlasste die Admiralität im Jahre 1915 zur Beschaffung von fünf Monitoren einer verkleinerten M15-Klasse. Diese war für die Aufnahme von 23,4-cm-Geschützen ausgelegt. Die M31 und ihre Schwesterschiffe wurden im März 1915 bei Harland & Wolff in Belfast bestellt. Die M31 wurde noch im März auf Kiel gelegt, am 24. Juni 1915 vom Stapel gelassen und im Juli desselben Jahren in Dienst gestellt.
Nach ihrer Indienststellung wurde die M31 ins Mittelmeer entsandt und blieb dort bis zum März 1919 im Einsatz. Von Mai bis September 1919 unterstützte sie Truppenbewegungen der Briten und der Weißen Armee im Weißen Meer, ehe sie nach Großbritannien zurückkehrte.
Im September 1923 wurde die M31 zu einem Minenleger mit einer Kapazität von 52 Minen umgebaut. Nach dem Abschluss der Umbauarbeiten wurde sie im Dezember 1925 auf den Namen Melpomene getauft und der Torpedoschule in Devonport unterstellt. Im November 1939 wurde sie zur Torpedoausbildung umgerüstet und erhielt zu diesem Zweck ein 53,3-cm-Torpedorohr auf dem Vorschiff.
1941 wurde sie in Menelaus umbenannt und schließlich 1948 ausgemustert, verkauft und in Llanelly in Wales abgewrackt.